# 70 Dywizja Piechoty (III Rzesza)
70 Dywizja Piechoty (niem. 70. Infanterie-Division) – niemiecka dywizja z czasów II wojny światowej, sformowana na mocy rozkazu z 17 lipca 1944, na wyspie Walcheren przez V Okręg Wojskowy.

## Struktura organizacyjna
- Skład w lipcu 1944:

1018., 1019. i 1020. pułk grenadierów, 170. pułk artylerii, 170. batalion pionierów, 70. dywizyjny batalion fizylierów, 170. oddział przeciwpancerny, 170. oddział łączności, 170. polowy batalion zapasowy;

## Dowódca dywizji
- gen. por. Wilhelm Daser (15 V 1944 – 7 XI 1944)